# سلطان‌علی قاینی
سلطان‌علی قاینی (درگذشت ۹۱۴ ه‍. ق) از خوشنویسان و شاعران صاحب‌نام اواخر سده نهم و اوایل سده دهم هجری است. او شاگرد اظهر تبریزی و معاصر و نزدیک به سلطان‌علی مشهدی بوده‌است.
سلطان‌علی در ابتدا در تبریز کاتب مورد عنایت دربار سلطان یعقوب (۸۸۴–۸۹۶ ه‍. ق)، فرزند اوزون حسن آق‌قوینلو بود و به همین مناسبت «یعقوبی» هم رقم می‌کرده‌است.
پس از مرگ سلطان یعقوب او در دربار نوهٔ او رستم پسر بایسنغر (۸۹۸–۹۰۲)، مشغول به کتابت شده و به نام «رستمی» رقم می‌زده‌است.
سپس از تبریز سفری به حجاز کرد و پس از مدتی به خراسان رفت و به دربار سلطان حسین میرزا بایقرا راه یافت و در این دربار که مجمع هنرمندان و دانشمندان بود به تعلیم فرزندان سلطان اشتغال داشت و به سبب نزدیکی به سلطان حسین بایقرا، «سلطانی» رقم می‌کرد.
سلطانی به هنگام اقامت در هرات جزو معاشران امیر علیشیر نوائی و با عارف و شاعر پرآوازه نورالدین عبدالرحمن جامی آشنا شد که به وی ارادت می‌ورزید و از آن پس فقط مشغول کتابت آثار جامی بود و اگر کار دیگری به او رجوع می‌کردند چنان اجرت خود را زیاد می‌گفت که پرداخت آن سخت باشد.
شیوهٔ سلطانی آمیزه‌ای از خط استاد بزرگ نستعلیق سلطان‌علی مشهدی و خط استادش، مولانا اظهر تبریزی، است و او کتابت خفی را از مشق و قلم جلی، خوشتر می‌نوشته‌است. وی گرچه درخط نستعلیق معروف است، آثاری از اصول وی موجود است که استادی او را در نسخ و رقاع نیز نشان می‌دهد.
وی به سال ۹۱۴ ه‍. ق چشم از جهان فروبست.

## آثار
از آثار او می‌توان به این موارد اشاره کرد:
- یک نسخه «دیوان» کامل جامی، به قلم نستعلیق کتابت خوش که چند سطر آخر آن به قلم رقاع کتابت خوش است با رقم: «قد وقع‌الفراغ من کتابهٔ… سلطان علی القاینی… فی شهر ربیع‌الاول سنهٔ ثمان و تسعین و ثمانمائة الهجریه»
- یک نسخه «زبدة الحقایق» عین القضاهٔ همدانی، به قلم نستعلیق کتابت جلی خوش، با رقم: «تمت کتابة… سلطان علی الیعقوبی. سنهٔ اربع و ثمانین و ثمانمائه»
- یک نسخه «ظفرنامهٔ تیموری» شرف‌الدین علی یزدی، به قلم نستعلیق کتابت و عناوین به قلم رقاع خوش، با رقم: «قدتمّ… علی یدالعبد الفقیر… سلطان علی القاینی… سنهٔ اثنی و تسعین و ثمانمائهٔ…»
- یک نسخه دیوان امیر علیشیر نوائی (ترکی)، به قلم نستعلیق کتابت خوش، با رقم: «تمت‌الکتاب… سلطان علی‌القاینی»
- ۵۱ قطعه در مرقعات کتابخانه خزینه اوقاف استانبول
- ۱۳ قطعه از مرقع بهرام میرزا در کتابخانه خزینه اوقاف استانبول
- و چندین اثر دیگر از وی که در «احوال و آثار خوشنویسان» فهرست شده‌است.